# MTV Unplugged in New York
MTV Unplugged in New York je akustický koncert a z něj pořízené živé album americké grungeové skupiny Nirvana. Deska vyhrála cenu Grammy v roce 1996 a roku 2007 vyšel videozáznam. Jen 8 ze 14 položek programu byly jejich vlastní skladby, zbytek tvořily rozličné coververze, z toho polovina byla z písní kapely Meat Puppets (dva členové Meat Puppets se ke koncertu připojili), jeden hit Davida Bowieho (The Man Who Sold The World), jedna píseň od skupiny The Vaselines a jeden americký tradicionál.

## Zajímavosti
Největším hitem, který zahráli, bylo zřejmě Come As You Are. Na koncert měl Kurt speciální požadavky, jako třeba černé svíčky. Producent se ho ptal: „Myslíš jako na pohřbu?“, načež se dočkal odpovědi, že ano. Kurt nám trochu prozradil, jak vznikla skladba „Dumb“ – když měli po „Dumb“ hrát „Polly“ řekl, že je nebudou hrát hned za sebou, protože je to úplně ta samá skladba. Na koncertě také zazněla krátká coververze Sweet Home Alabama od Lynyrd Skynyrd, ovšem Kurt jenom mumlal, protože neznal slova. Kromě této skladby měla skupina tendence zahrát skladby jako „Sliver“, „Scentless Apprentice“, „In Bloom“ či „Negative Creep“ (u které si členové přiznali, že už ani neví jak se vlastně hraje) a ke konci koncertu zvažovali také třeba „D-7“.

## Ocenění
Roku 2003 jej časopis Rolling Stone vyhlásil 313. nejlepším albem všech dob. Tentýž časopis jej také vyznamenal 95. místem v seznamu nejlepších alb devadesátých let.

## Seznam skladeb
1. „About a Girl“ (Cobain) – 3:37
2. „Come as You Are“ (Cobain) – 4:13
3. „Jesus Doesn't Want Me for a Sunbeam“ (Kelly/McKee; The Vaselines cover) – 4:37
4. „The Man Who Sold the World“ (David Bowie cover) – 4:20
5. „Pennyroyal Tea“ (Cobain) – 3:40
6. „Dumb“ (Cobain) – 2:52
7. „Polly“ (Cobain/Nirvana) – 3:16
8. „On a Plain“ (Cobain/Nirvana) – 3:44
9. „Something In The Way“ (Cobain/Nirvana) – 4:01
10. „Plateau“ (Kirkwood; Meat Puppets cover) – 3:38
11. „Oh, Me“ (Kirkwood; Meat Puppets cover) – 3:26
12. „Lake of Fire“ (Kirkwood; Meat Puppets cover) – 2:55
13. „All Apologies“ (Cobain) – 4:23
14. „Where Did You Sleep Last Night“ (tradiční americká píseň, Lead Belly) – 5:08

## Sestava
- Nirvana
  - Kurt Cobain — zpěv, kytara
  - Krist Novoselic — baskytara, kytara, akordeon
  - Dave Grohl — bicí, baskytara, zpěv
  - Pat Smear — kytara
- Cris Kirkwood — basa, kytara, zpěv
- Curt Kirkwood — kytara
- Lori Goldston — violoncello